# Persone di nome Giovanna/Nobili
| Questa pagina contiene informazioni ricavate automaticamente dalle voci biografiche con l'ausilio del template Bio e di un bot. L'aggiornamento è periodico e automatico e ricostruisce completamente la pagina. Se manca una persona in questa lista, sei pregato di non aggiungerla, ma accertati piuttosto che la sua voce biografica contenga il template Bio e che i dati anagrafici siano correttamente compilati. Se il template Bio manca, inseriscilo tu stesso o, in alternativa, metti l'avviso {{tmp\|Bio}} che ne segnala la mancanza. Se i dati riportati sono sbagliati, correggi direttamente la voce biografica; le modifiche saranno visibili in questa lista entro pochi giorni. Per chiarimenti vedi il progetto biografie. La lista contiene solo le 64 persone che sono citate nell'enciclopedia e per le quali è stato implementato correttamente il template Bio. Pagina aggiornata al 18 mar 2024. |

Questa è una lista di persone presenti nell'enciclopedia che hanno il prenome Giovanna e sono nobili.

## A(3)
- Giovanna Carlotta di Anhalt-Dessau, nobile (Dessau, n. 1682 - Herford, † 1750)
- Giovanna Dorotea di Anhalt-Dessau, nobile (Dessau, n. 1612 - Tecklenburg, † 1695)
- Giovanna Guglielmina di Anhalt-Köthen, nobile tedesco (Warmsdorf, n. 1728 - Carolath, † 1786)

## B(4)
- Giovanna Elisabetta di Baden-Durlach, nobile (Durlach, n. 1680 - Castello di Stetten, † 1757)
- Giovanna Bentivoglio Malvezzi, nobildonna italiana (Bologna - Modena, † 1429)
- Giovanna Agnese Berthelot de Pleneuf, nobile francese (Parigi, n. 1698 - Courbépine, † 1727)
- Giovanna di Borbone, nobile (Vincennes, n. 1338 - Parigi, † 1378)

## C(2)
- Giovanna Carafa, nobildonna italiana (Roddi, † 1536)
- Giovanna di Coesme, nobile francese (n. 1560 - Chartres, † 1601)

## D(17)
- Giovanna d'Acquapendente, nobile italiana
- Giovanna II d'Albret, nobile francese (n. 1425 - † 1444)
- Giovanna d'Aragona, nobile italiana (n. 1455 - † 1475)
- Giovanna d'Aragona, nobile italiana (Napoli, n. 1477 - Amalfi, † 1510)
- Giovanna d'Aragona, duchessa (Napoli, n. 1502 - Napoli, † 1575)
- Vannina d'Ornano, nobile italiana (Santa Maria-Sichè - Marsiglia, † 1563)
- Giovanna da Montefeltro, nobildonna italiana (Urbino, n. 1463 - Roma, † 1513)
- Giovanna da Montefeltro, moglie di Bonconte, nobildonna italiana
- Giovanna della Scala, nobildonna tedesca (n. 1574 - Tittmoning, † 1644)
- Giovanna di Baviera-Landshut, duchessa (n. 1413 - † 1444)
- Giovanna di Borbone-Vendôme, nobile francese (n. 1465 - † 1511)
- Giovanna III di Cardona, nobile spagnola (Segorbe, n. 1499 - † 1564)
- Giovanna di Durazzo, duchessa (n. 1344 - Napoli, † 1387)
- Giovanna di Ginevra, nobile franco
- Giovanna di Savoia, nobile (n. 1310 - Vincennes, † 1344)
- Giovanna di Tolosa, contessa (n. 1220 - Corneto, † 1271)
- Giovanna di Valois, nobile francese (Blois, n. 1409 - Angers, † 1432)

## G(29)
- Giovanna I d'Alvernia, contessa francese (n. 1326 - Castello di Vadans, † 1360)
- Giovanna I di Borgogna, contessa (n. 1191 - Besançon, † 1205)
- Giovanna II d'Alvernia, nobile francese
- Giovanna III di Borgogna, nobile (n. 1308 - † 1347)
- Giovanna Maddalena di Sassonia-Altenburg, duchessa tedesca (Altenburg, n. 1656 - Weißenfels, † 1686)
- Giovanna d'Aragona, nobildonna (Daroca, n. 1375 - Valencia, † 1407)
- Giovanna d'Armagnac, nobildonna francese (Poitiers, † 1388)
- Giovanna d'Aza, nobile spagnola (Haza, n. 1135 - Caleruega, † 1205)
- Giovanna de Castro, nobile (Galizia, † 1374)
- Giovanna di Baviera, nobile tedesca (n. 1362 - Praga, † 1386)
- Giovanna di Baviera-Straubing, nobile tedesca († 1410)
- Giovanna di Blois-Châtillon, contessa († 1291)
- Giovanna di Brabante, nobile (n. 1322 - Bruxelles, † 1406)
- Giovanna di Braganza, nobile portoghese (n. 1636 - Lisbona, † 1653)
- Giovanna di Costantinopoli, contessa (Valenciennes - Marquette, † 1244)
- Giovanna di Fiandra, nobildonna († 1374)
- Giovanna di Foix-Béarn, nobile francese
- Giovanna di Navarra, nobildonna (n. 1339 - Guémené-sur-Scorff, † 1403)
- Giovanna di Navarra, nobildonna (n. 1386 - Béarn, † 1413)
- Giovanna di Penthièvre, nobile francese (n. 1319 - Guingamp, † 1384)
- Giovanna di Savoia, nobile (Chambéry, n. 1392 - Casale, † 1460)
- Giovanna di Svevia, nobile italiana (Verona, † 1352)
- Giovanna di Toucy, nobildonna francese († 1317)
- Giovanna di Valois, nobile francese (Longpont, n. 1294 - Fontenelle, † 1342)
- Giovanna, delfina d'Alvernia, nobile francese (Ardres, † 1436)
- Giovanna del Galles, nobile francese (Francia, n. 1191 - Galles, † 1237)
- Giovanna de Geneville, II baronessa di Geneville, nobile britannica (Shropshire, n. 1286 - † 1356)
- Giovanna Gonzaga, nobile italiana (Castiglione, n. 1612 - Castiglione, † 1688)
- Giovanna Maddalena Gonzaga, nobildonna italiana (n. 1635 - Genova, † 1695)

## H(1)
- Giovanna di Hochberg, nobile svizzera (Neuchâtel, n. 1485 - Époisses, † 1543)

## M(3)
- Giovanna Novella Malaspina, nobile italiana (Fosdinovo - Mantova)
- Giovanna Malatesta, nobildonna italiana (Rimini, n. 1444 - Camerino, † 1511)
- Giovanna di Marle, nobile francese (Francia, n. 1415 - Francia, † 1462)

## N(1)
- Giovanna di Nassau-Dillenburg, nobile tedesca (Breda, n. 1444 - Waldeck, † 1468)

## O(1)
- Giovanna Orsini, nobile italiana († 1528)

## P(2)
- Giovanna del Monferrato, nobildonna italiana (Casale Monferrato, n. 1467 - Saluzzo, † 1490)
- Giovanna d'Inghilterra, nobildonna (Acri, n. 1272 - Clare, † 1307)

## V(1)
- Giovanna di Valois, nobile francese (n. 1304 - Château Gaillard, † 1363)